# Fabryki Sprzętu i Narzędzi Górniczych Grupa Kapitałowa Fasing

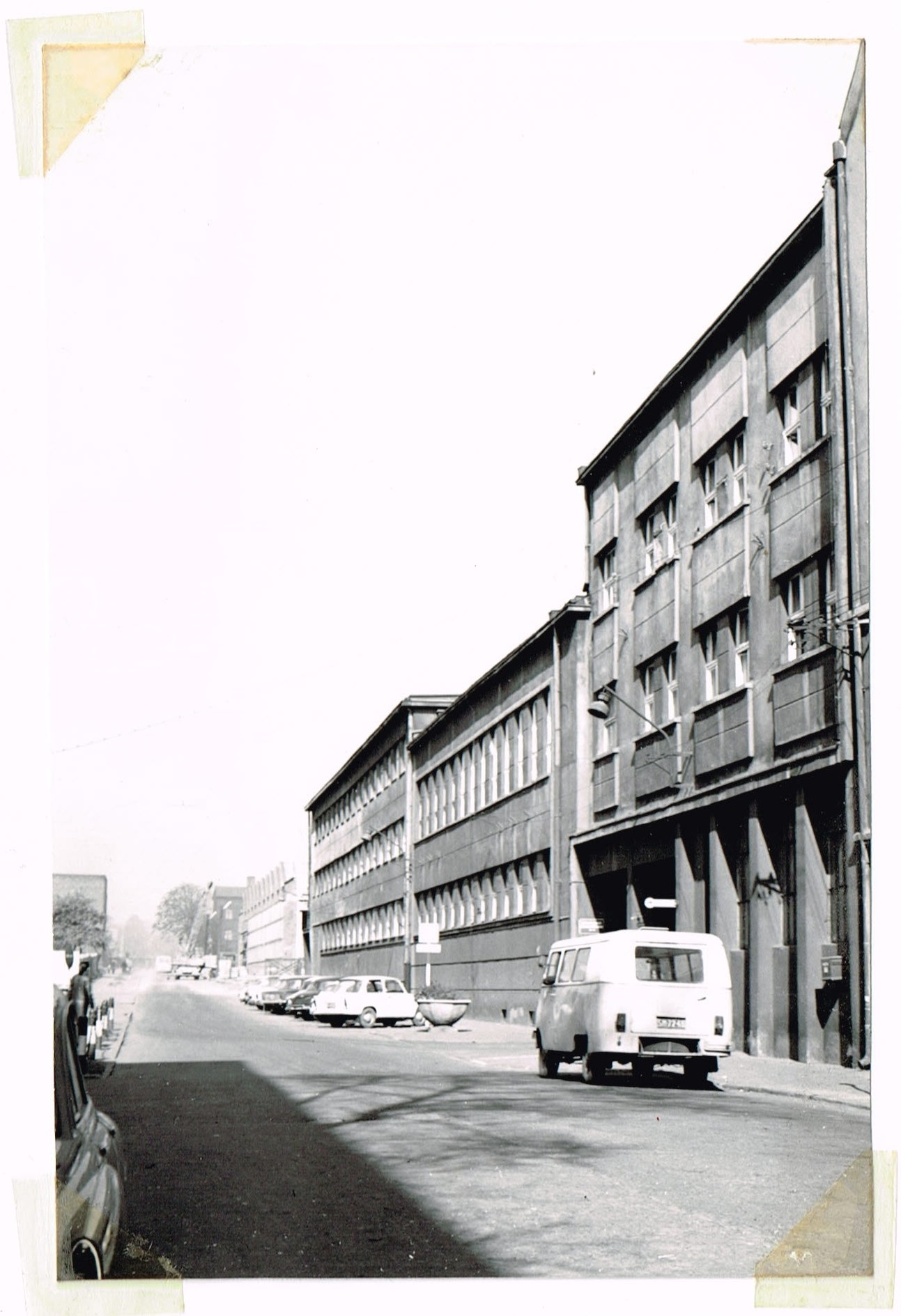
Hala produkcyjna FASING S.A. w Katowicach w roku 1989

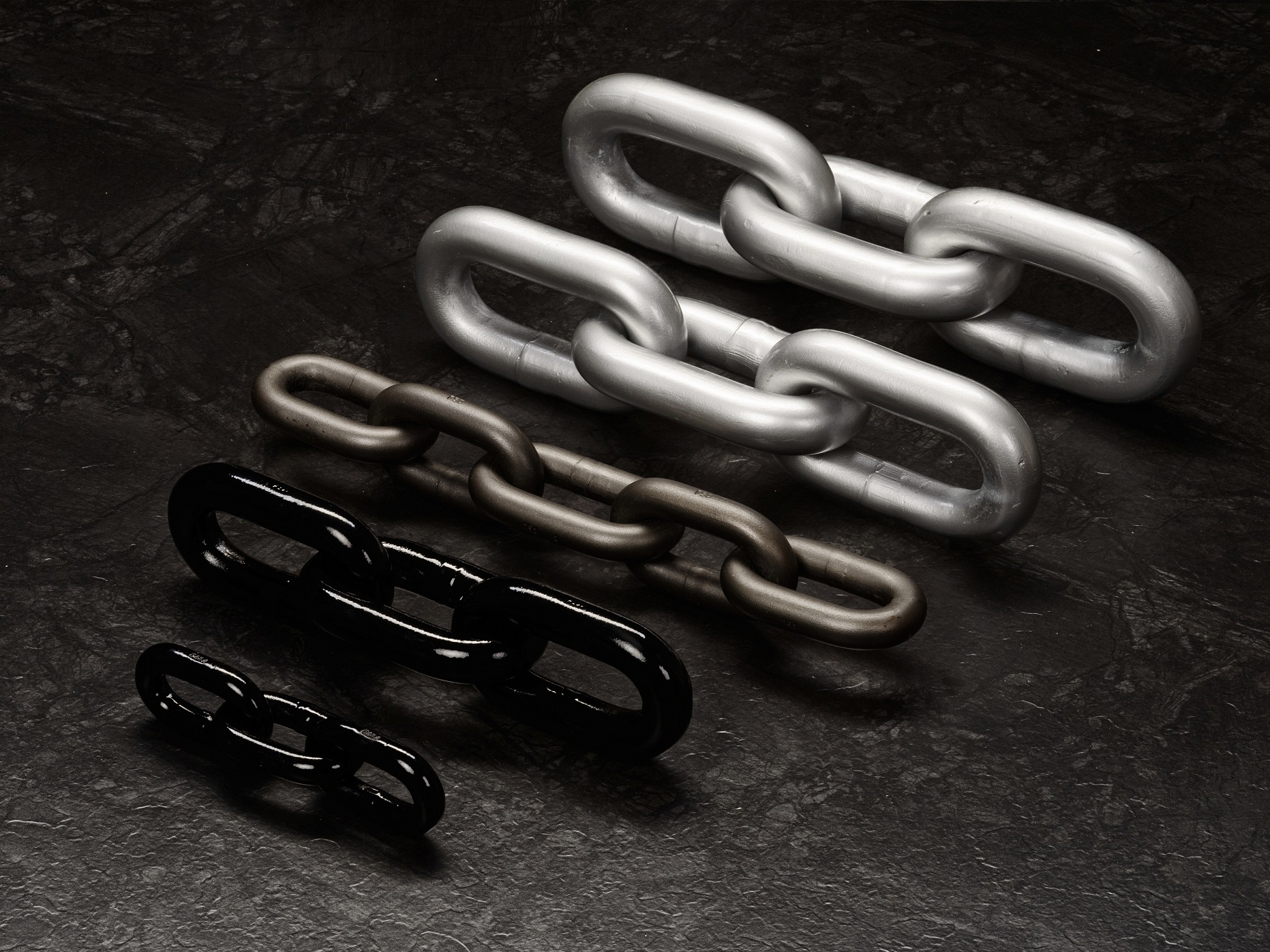
Wybrane łańcuchy produkowane przez FASING S.A.

Fabryki Sprzętu i Narzędzi Górniczych Grupa Kapitałowa FASING S.A. (w skrócie: FASING S.A.) – powstałe w 1913 roku polskie przedsiębiorstwo przemysłu metalowego z siedzibą w Katowicach, notowane na Giełdzie Papierów Wartościowych w Warszawie. Jest największym w Europie Środkowo-Wschodniej producentem łańcuchów przemysłowych i jedną z największych firm o tym profilu na świecie. Produkty firmy znajdują wykorzystanie między innymi w górnictwie, energetyce, rybołówstwie, czy sektorze transportu i przeładunku.
Grupa działa w następujących krajach: Polska, Chiny, Stany Zjednoczone, Ukraina.

## Profil biznesowy
Przedsiębiorstwo specjalizuje się w produkcji łańcuchów ogniwowych przeznaczonych dla:
- górnictwa – łańcuchy ogniwowe górnicze okrągłe i płaskie, łańcuchy kombajnowe, łańcuchy do podwieszania i transportu, łańcuchy do wciągników, trasy łańcuchowe, obejmy i zgrzebła;
- rybołówstwa – łańcuchy trałowe i inne;
- energetyki – łańcuchy o zwiększonej odporności na ścieranie, zaczepy oraz trasy łańcuchowe;
- budownictwa i transportu – łańcuchy zawiesiowe, do wciągników oraz zaczepy.

Ponadto laboratoria badawcze spółki prowadzą działalność usługową w zakresie analizy składu chemicznego stali, pomiarów twardości, badań mikro- i makrostrukturalnych i kontroli niektórych przyrządów pomiarowych.

## Dywersyfikacja działalności
W ramach Grupy, FASING produkuje kompletne trasy łańcuchowe i konstrukcje stalowe wykorzystywane m.in. w górnictwie i przemyśle. Ofertę Grupy uzupełniają odkuwki stalowe oraz sprzęt małej mechanizacji, przede wszystkim wiertarki, sprzęgła, pompy wykonywane przez firmę MOJ S.A. oraz Kuźnię Osowiec.

## Historia
Na podstawie:
- 1913 – Powstanie firmy pod nazwą Schesische Gruben und Huttenbedartsgesselschaft M.B.H. (Śląska Górniczo-Hutnicza Spółka Akcyjna)
- 1933 – Powstanie firmy Fabryka Maszyn i Odlewnia Żeliwa i Metali Kolorowych MOJ.
- 1969 – Połączenie zakładów i powstanie Fabryki Sprzętu i Narzędzi Górniczych MOJ-RAPID.
- 2000 – Pakiet większościowy Grupy Kapitałowej FASING obejmuje KARBON 2, spółka wchodzi na warszawską Giełdę Papierów Wartościowych.
- 2006 – Rozwój zagraniczny poprzez stworzenie spółki joint venture Shandong Liangda FASING Round Link Chains Co. Ltd.
- 2008 – Przejęcie udziałów niemieckiej spółki K. B. P. Kettenwerk Becker-Prunte GmbH.
- 2011 – Powstanie spółki FASING Ukraina Sp. z o.o.
- 2014 – Ekspansja do Rosji i stworzenie firmy OOO Zavody Gornovo Oborudowanija i Instrumenta Fasing.
- 2016 – Stworzenie spółki dystrybucyjnej w Chinach, FASING Sino-Pol (Beijing) Mining Equipment and Tools Co. Ltd.
- 2017 – Dalsza dywersyfikacja biznesowa poprzez powstanie FASING Usługi Księgowe i Consultingowe Sp. z o.o.
- 2019 – Wejście na rynek amerykański poprzez spółkę FASING America Corp.
- 2021 – Utworzenie w Niemczech spółki handlowej, FFS Fertigung FASING Schwarz GmbH[8].

## Struktura
Spółka jest podmiotem dominującym grupy kapitałowej, w skład której wchodzą:

### Firmy produkcyjne
- Fabryki Sprzętu i Narzędzi Górniczych Grupa Kapitałowa FASING S.A. z siedzibą w Katowicach (podmiot dominujący w grupie)
- MOJ S.A. z siedzibą w Katowicach (przedsiębiorstwo przemysłu elektromaszynowego) wraz z Oddziałem Kuźnia „Osowiec” z siedzibą w Osowcu (woj. Opolskie)

### Firmy dystrybucyjne
- FASING Sino-Pol (Beijing) Mining Equipment and Tools Co. Ltd. (Chiny)
- FASING Ukraina Sp. z o.o. (Ukraina)
- FASING America Corp. (USA)

### Spółki dywersyfikujące portfel grupy
- Przedsiębiorstwo Usług Górniczych Greenway Sp. z o.o.

## Polityka zrównoważonego rozwoju
Firma dokłada starań, by oddziaływanie wytwarzanych produktów i świadczonych usług na środowisko było możliwie zminimalizowane. W tym celu, Grupa FASING ponownie poddaje odpady produkcyjne ponownemu wykorzystaniu i recyklingowi, a także stale unowocześnia proces wytwórczy. Zarządzanie jakością i środowiskiem jest certyfikowane zgodnie z ISO 14001.
Ponadto, grupa wspiera prośrodowiskowe i prospołeczne inicjatywy w swoim najbliższym otoczeniu, w którym działa zgodnie z ideą: "myślimy globalnie, działamy lokalnie".